# Bovenstad (Boulogne-sur-Mer)

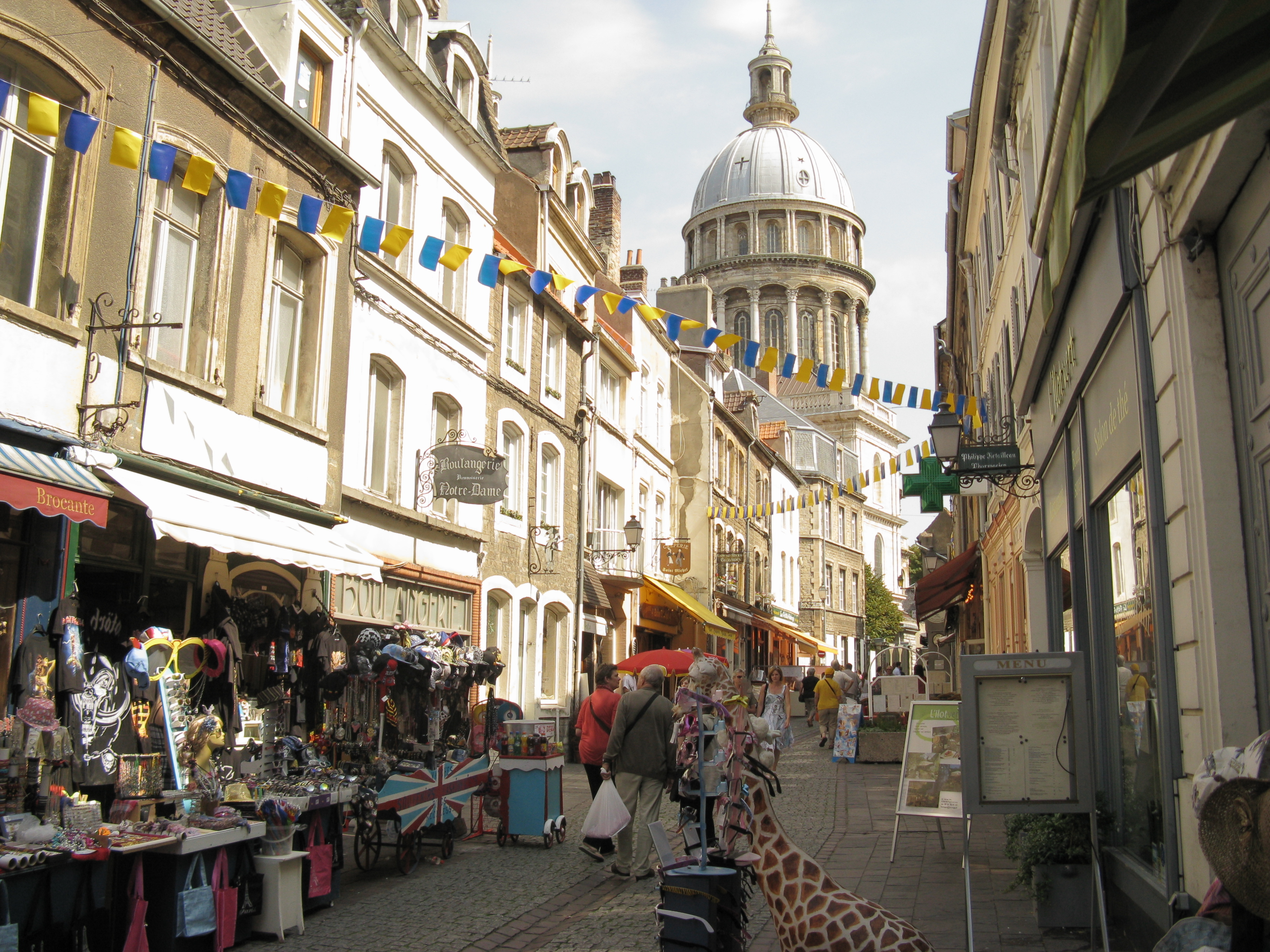
Straatbeeld in de Bovenstad

De Bovenstad (Haute ville) is een stadsdeel van de in het departement Pas-de-Calais gelegen stad Boulogne-sur-Mer.
Dit is het middeleeuws stadsdeel, dat geheel ommuurd is en slechts toegankelijk is door een viertal stadspoorten. De ommuring werd gebouwd van 1227-1231 in opdracht van Filips Hurepel. De omtrek van de muren vormt die van het voormalig Romeins Castrum Bolonia.
De ommuring, in vierkante vorm, kent de volgende poorten:
- Porte des Dunes
- Porte des Degrés
- Porte Gayole
- Porte Neuve of Porte de Calais

Om de muur heen is tegenwoordig een parkaanleg en de Chemin de Ronde biedt de mogelijkheid om rond de bovenstad te wandelen.
In de Bovenstad vindt men de belangrijkste historische monumenten van Boulogne-sur-Mer, zoals het Belfort en stadhuis, het Kasteel van Boulogne-sur-Mer en de Onze-Lieve-Vrouwebasiliek.

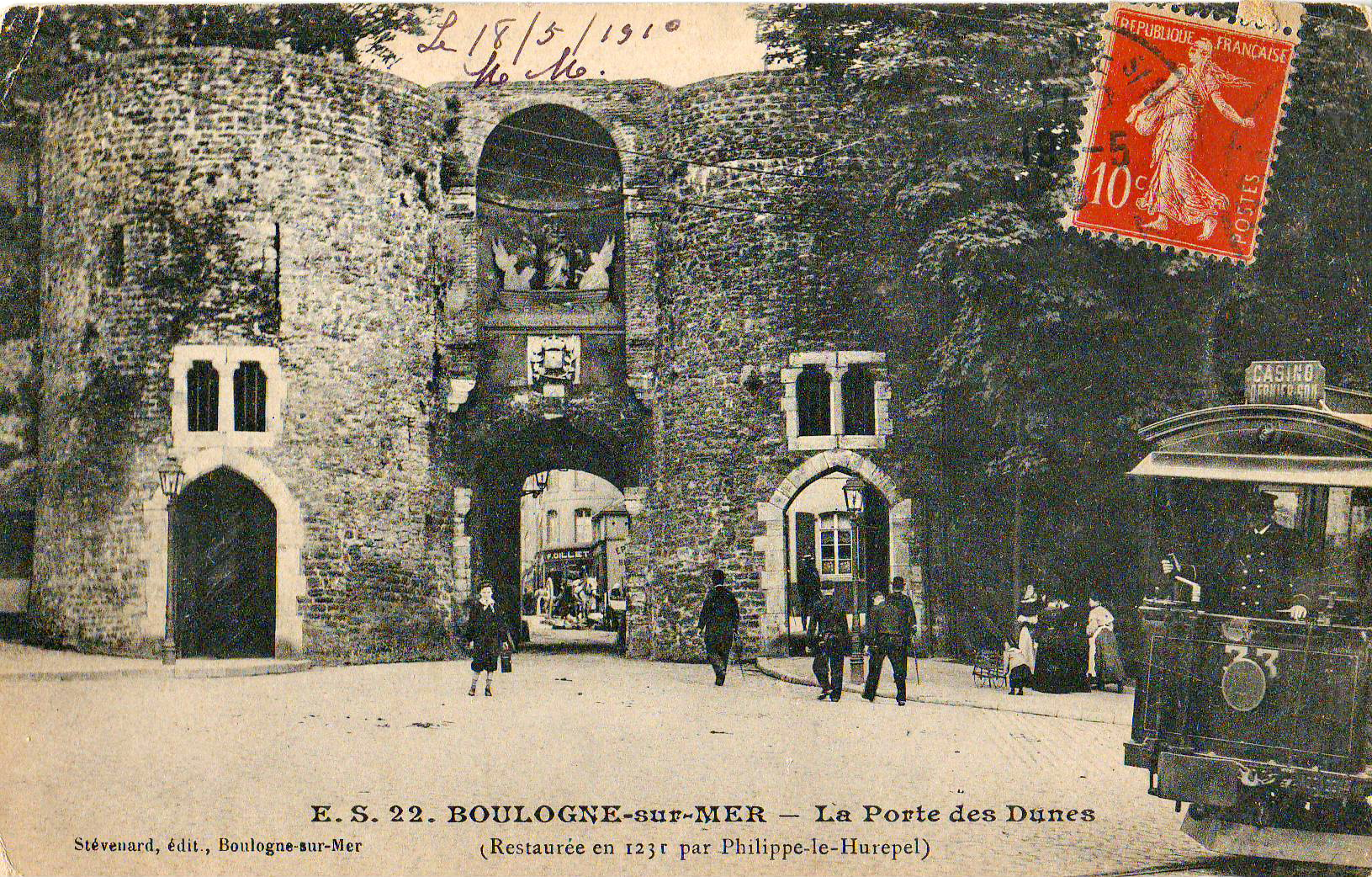
De Porte des Dunes in 1910.
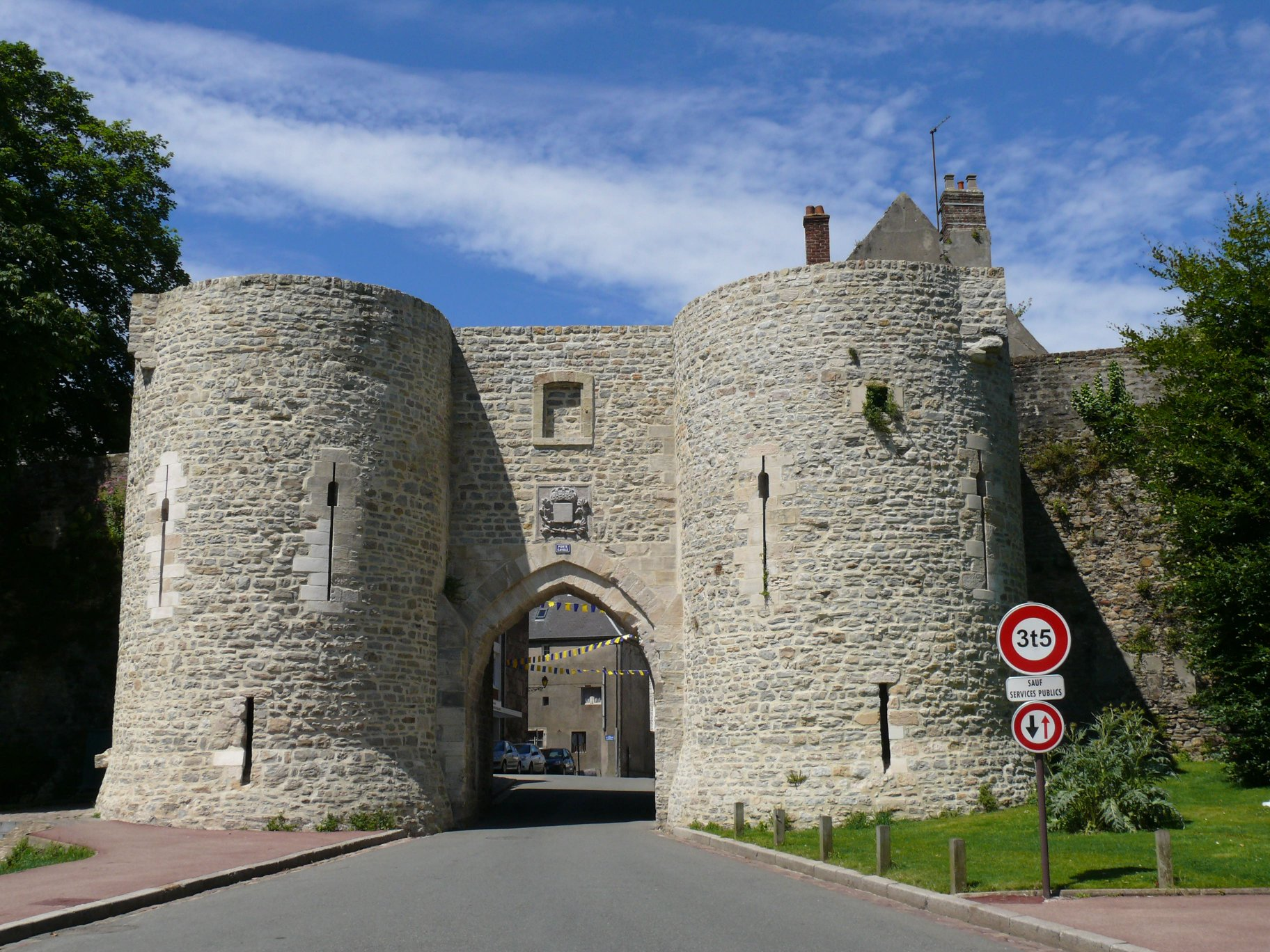
De Porte Gayole.
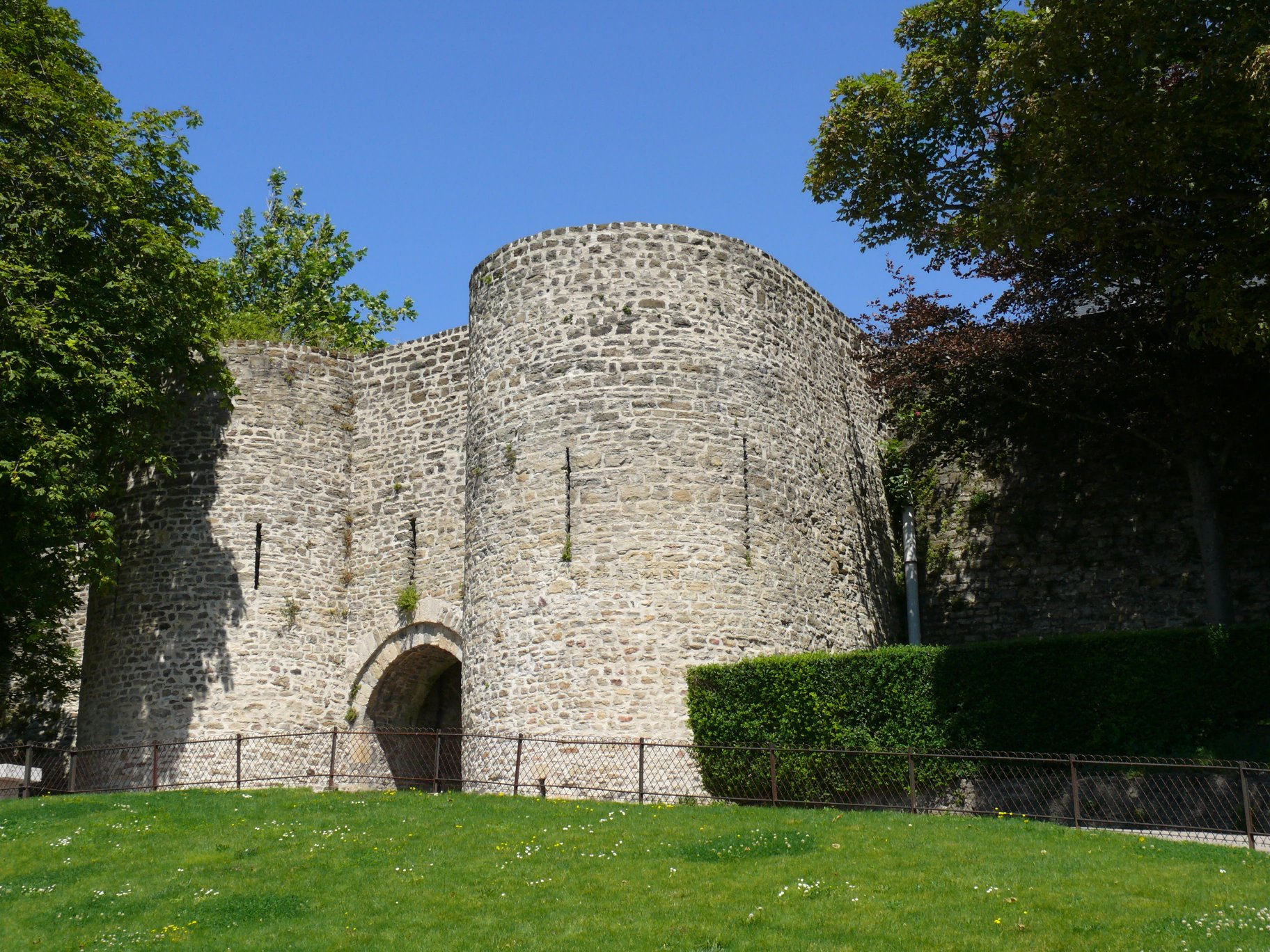
De Porte des Degrés.
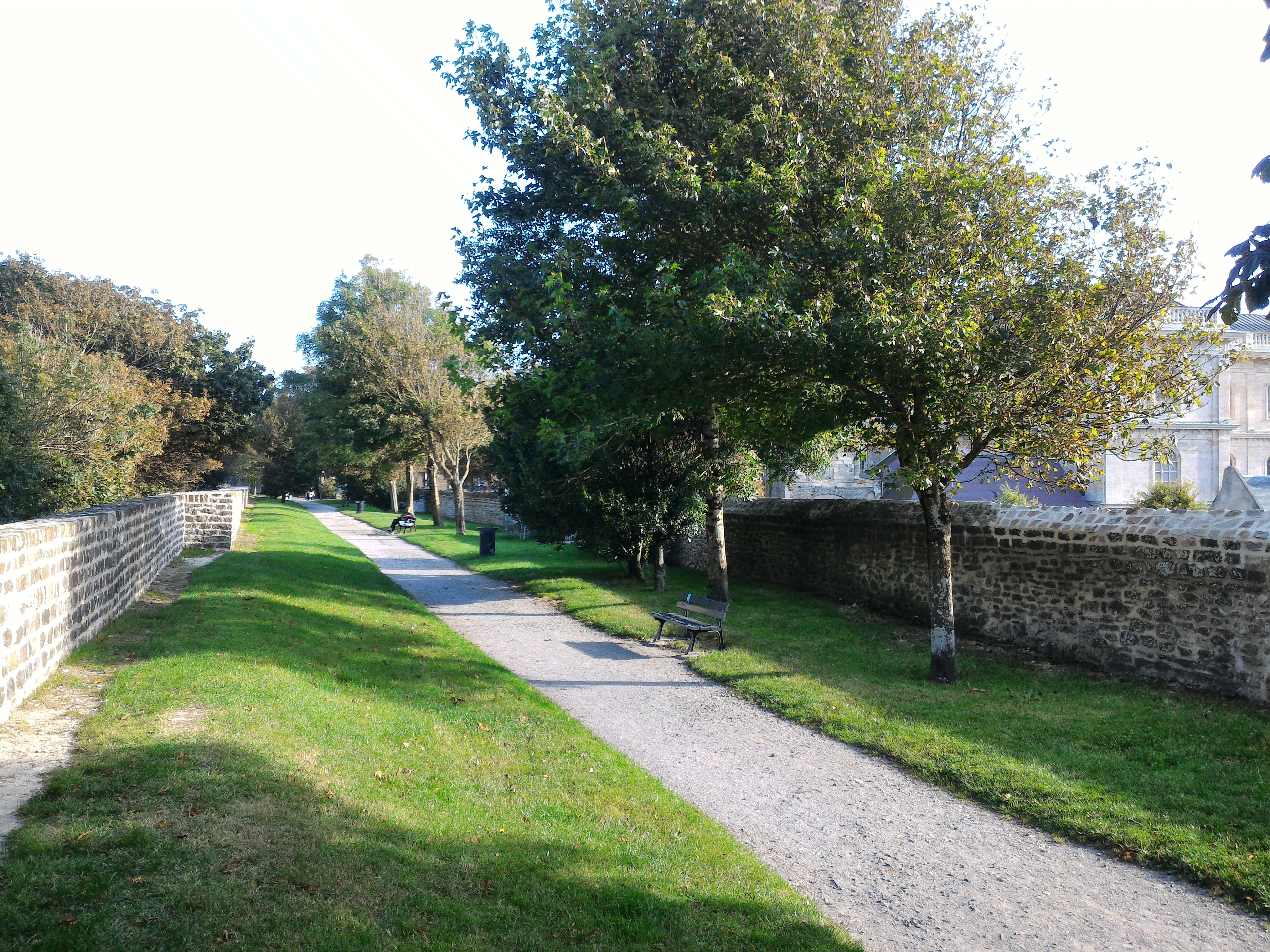
Wandelpad om de ommuring.